# El Senyor dels Anells
|  | Aquest article tracta sobre la novel·la de J.R.R. Tolkien. Vegeu-ne altres significats a «El Senyor dels Anells (desambiguació)». |

El Senyor dels Anells (anglès: The Lord of the Rings) és una novel·la  de fantasia èpica negra de l'autor i erudit anglès J. R. R. Tolkien. Ambientada a la Terra Mitjana, destinada a ser la Terra en un temps llunyà del passat, la història va començar com una seqüela del llibre infantil de Tolkien de 1937 El Hòbbit, però finalment es va convertir en una obra molt més gran. Escrit per etapes entre 1937 i 1949, El Senyor dels Anells és un dels llibres més venuts mai escrits, amb més de 150 milions de còpies venudes.
El títol fa referència al principal antagonista de la història, el Senyor Fosc de Mórdor, Sàuron, que en una època anterior va crear l'Anell Únic per governar els altres Anells del Poder donats a homes, nans i elfs, en la seva campanya per conquerir tota la Terra Mitjana. En Sàuron, per la seva banda, era el servent d'un anterior Senyor Fosc, en Morgoth (o Melkor), un dels protagonistes d'El Silmaríl·lion de Tolkien. Des d'uns inicis casolans a la Comarca, la terra dels hòbbits que recorda la campinya anglesa, la història abasta la Terra Mitjana, després de la recerca per destruir l'Anell únic principalment a través dels ulls dels hòbbits Frodo, Sam, Merry i Pippin.
Encara que sovint s'anomena trilogia, l'obra va ser pensada per Tolkien per ser un volum d'un conjunt de dos volums juntament amb El Silmaríl·lion. Per raons econòmiques, El Senyor dels Anells es va publicar al llarg d'un any, del 29 de juliol de 1954 al 20 d'octubre de 1955, en tres volums titulats La Germandat de l'Anell, Les Dues Torres i El Retorn del Rei. L'obra està dividida internament en sis llibres, dos per volum, amb diversos apèndixs de material de fons. Algunes edicions posteriors imprimeixen l'obra sencera en un sol volum, seguint la intenció original de l'autor.
L'obra de Tolkien, després d'una recepció inicialment mixta per part de l'establishment literari, ha estat objecte d'una àmplia anàlisi dels seus temes i orígens. Les influències en aquesta obra anterior i en la història d' El Senyor dels Anells inclouen la filologia, la mitologia (en especial la mitologia nòrdica amb textos com Beowulf,) el cristianisme, les obres de fantasia anteriors i les seves pròpies experiències a la Primera Guerra Mundial, com ell mateix explicà als primers crítics.
Des de llavors, El Senyor dels Anells s'ha reimprès moltes vegades i s'ha traduït a almenys 38 idiomes. La seva popularitat perdurable ha donat lloc a nombroses referències en la cultura popular, la fundació de moltes societats pels fans de les obres de Tolkien, i la publicació de molts llibres sobre Tolkien i les seves obres. Ha inspirat nombroses obres derivades, com ara pintures, música, pel·lícules, televisió, videojocs i jocs de taula, ajudant a crear i donar forma al gènere fantàstic modern, dins del qual es considera un dels llibres més grans de tots els temps.
S'han fet adaptacions guardonades de El Senyor dels Anells per a la ràdio, el teatre i el cinema. Ha estat anomenada la millor novel·la britànica de tots els temps a The Big Read de la BBC.

## Sinopsi
Si bé Tolkien va concebre El Senyor dels Anells com una sola història, la novel·la va ser dividida en tres parts per motius editorials: La Germandat de l'Anell, Les Dues Torres i El Retorn del Rei, i compta a més amb un llibre d'apèndixs. Tot i aquesta divisió, el llibre no és una trilogia i al mateix Tolkien li molestava que l'anomenessin així, ja que des del principi estava escrit per formar un sol tom, però l'editorial George Allen & Unwin va decidir dividir-lo en tres a causa de la seva longitud i cost. Les úniques divisions naturals que va fer Tolkien són els llibres I, II, III, IV, V i VI.

### La Germandat de l'Anell
És el primer dels tres volums que formen l'obra. Està subdividit alhora en dues parts, precedides d'un pròleg. Després d'aquest, Tolkien va introduir un petit apartat titulat Nota sobre els arxius de la Comarca, que no va aparèixer fins a la segona edició de La Germandat de l'Anell, i on enumera les fonts que se suposa que han estat usades a l'hora d'escriure el llibre (atès que ell pretén donar a entendre que el seu legendarium va ser real).
Al principi, Tolkien va establir que el volum es digués Creix l'Ombra, però va decidir canviar-ho per El retorn de l'Ombra. No obstant això, deu dies després d'aquesta elecció, va decidir canviar-ho de nou pel definitiu, La Germandat de l'Anell, car aquest s'adequava més a la trama.
Els llibres I i II, dels quals consta aquest volum, van tenir també al principi títol: L'Anell es posa en camí i L'Anell va al Sud, respectivament. En un manuscrit del llibre que es conserva a la Universitat Marquette de Milwaukee, a l'índex apareixen dos títols diferents: El primer viatge i El viatge dels nou companys, Tanmateix, aquests títols per als llibres van ser finalment anul·lats a la versió publicada.

#### Pròleg
Precedint les dues parts de les quals es troba formada La Germandat de l'Anell, Tolkien va escriure un pròleg dedicat als hòbbits, ja que, com diuen les primeres paraules de la novel·la, els considerava els principals protagonistes d'aquesta. A causa de la gran importància que Tolkien li va donar, va trigar més de deu anys a completar-ho i això no passaria fins poc abans de la publicació de La Germandat de l'Anell.
Va escriure la primera versió del pròleg entre els anys 1938 i 1939, molt poc després de començar a compondre la història de El Senyor dels Anells, encara que aquesta versió era encara molt pobre. Arran del desenvolupament de la novel·la completa, el pròleg va experimentar grans canvis, existint diverses versions, de les quals algunes van ser publicades per Christopher Tolkien en els llibres El retorn de l'Ombra i Els pobles de la Terra Mitja.
La versió final del pròleg està formada per quatre seccions:
- "Dels hòbbits": és l'únic lloc on es pot trobar la història dels hòbbits abans dels esdeveniments de El Senyor dels Anells, a més d'una anàlisi sobre les seves principals característiques físiques, hàbits i la seva cultura.
- "De l'herba per a pipa": descriu una de les principals aficions dels Hòbbits, fumar en pipa i els orígens d'aquest hàbit.
- "De l'ordenació de la Comarca": descriu les principals divisions geogràfiques de la Comarca, la seva política i serveis públics.
- "Del descobriment de l'Anell": aquí Tolkien ofereix un resum de El Hòbbit, fent especial èmfasi en la part en què en Bilbo descobreix l'Anell Únic i la seva trobada amb la criatura Gòl·lum.

#### Llibre I

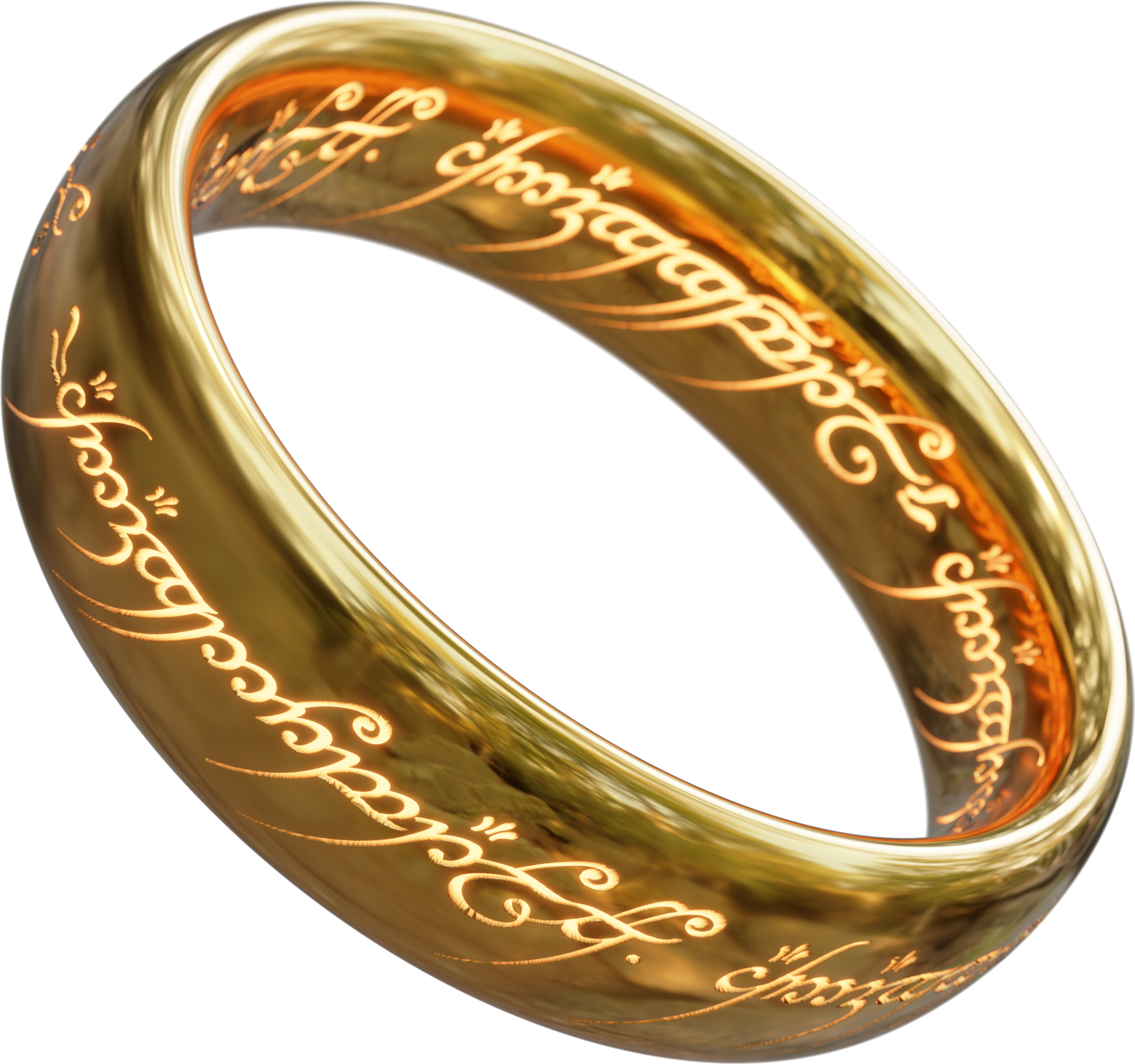
Gàndalf prova que l'anell d'en Frodo és l'Anell Únic en llençar-lo a la llar de foc d'en Frodo, revelant el seu text ocult

L'obra comença amb la notícia de la celebració del 111è aniversari d'en Bilbo Saquet a la Comarca. Tot i això, per a Bilbo aquesta gran festa té com a motiu principal la seva partida cap al seu últim viatge, producte del desig d'acabar els seus dies en pau i tranquil·litat. El mag Gàndalf, amic de Bilbo i qui estava informat de la decisió del hòbbit, també va a la festa. Després del discurs pronunciat per Bilbo, aquest es posa el seu anell màgic i desapareix davant els sorpresos hòbbits. Gàndalf, que sabia bé el que acabava de fer Bilbo, el troba a l'Atzusac i hi té una petita discussió amb ell, ja que es negava a deixar l'anell juntament amb la resta de l'herència al seu nebot Frodo; no obstant això, el mag acaba convencent-lo i Bilbo per fi parteix. Aleshores, a causa dels dubtes que li estava ocasionant l'anell, Gàndalf parteix a la recerca d'informació sobre ell, no sense abans informar a Frodo que el guardi i no el toqui.
Gairebé vint anys després, Gàndalf torna a l'Atzusac i li explica a Frodo el que havia descobert sobre l'Anell: que es tracta del mateix que el rei Isíldur d'Àrnor li havia pres al Senyor fosc Sàuron i que molts anys després havia estat trobat per la criatura Gòl·lum després d'haver-se perdut al riu Ànduin durant el Desastre dels Camps Llirials. Tots dos queden llavors a reunir-se de nou en el llogaret de Bree amb la finalitat de portar després l'Anell Únic a Rivendell, on els savis decidiran sobre el seu destí. Juntament amb el seu jardiner Samseny Gamgí, Frodo traça un pla per sortir de la Comarca amb el pretext d'anar-se'n a viure a Els Gams; però el pla acaba sent descobert per altres dos amics, Pippin i Merry, que decideixen acompanyar-lo també.
Després d'endinsar-se al Bosc Vell per tal d'evitar els camins, els hòbbits són atrapats pel Vell Home-Salze, un ucorn, que els para una trampa; no obstant això, són salvats per un personatge misteriós anomenat Tom Bombadil. Després de passar uns dies a casa seva, els hòbbits parteixen de nou cap a Bree, però acaben perduts a causa de la boira i arriben a les Falles dels Túmuls. Allí són capturats pels Tumularis, però de nou, després de cantar Frodo una cançó que Tom Bombadil li havia ensenyat, aquest acudeix a ajudar-los i els salva, donant-los unes armes tumulàries perquè puguin defensar-se en el seu viatge.
Un cop a Bree, els hòbbits acudeixen a la posada "El Cavallet Presumit" on Frodo havia quedat amb Gàndalf. Accidentalment, el hòbbit es posa l'Anell i alerta així els Nazgûl, els servidors de Sàuron que el persegueixen per arrabassar-li. Gràcies a un amic de Gàndalf, anomenat Àragorn, i al hòbbit Nob, aconsegueixen salvar-se quan els Nazgûl ataquen la posada aquella nit. L'endemà, acompanyats per Àragorn, els hòbbits surten cap a Rivendell. En la seva parada a Amon Sûl, els Nazgûl els ataquen de nou, aquesta vegada ferint a Frodo de gravetat. Després de combatre'ls, aconsegueixen escapar i arribar prop del gual de Bruinen, on es troben amb Glorfindel, un elf de la casa d'Élrond, que els acompanya fins a Rivendell. De nou perseguits, Glorfindel ordena al seu cavall Asfaloth que s'avanci portant a Frodo muntat i, en arribar al riu, els Nazgûl són arrossegats pel seu corrent gràcies al poder de Rivendell.

#### Llibre II
Dies després, Frodo desperta davant Gàndalf a Rivendell i aquest explica el que va passar amb els Nazgûl, com uns elfs l'havien portat fins a Élrond i ell es va encarregar de la seva curació. Després l'informa sobre la celebració d'un consell on acudiran representants dels diferents pobles de la Terra Mitjana i on es tractaran els fets i el tema de l'Anell. En ell, Gàndalf revela la traïció de Sàruman, a qui va anar a demanar consell i el va retenir pres a Ísengard, i després de decidir que l'Anell havia de ser destruït en els focs d'Orodruin, Frodo s'ofereix a portar-lo fins allà. Sam, que malgrat no estar convidat al Consell havia escoltat tot d'amagat, s'ofereix per acompanyar el seu amo i Élrond decideix més tard que Gàndalf, Àragorn, Merry, Pippin, un nan anomenat Gimli, el príncep Légolas dels elfs del Bosc Llobregós i l'hereu a la senescalia de Góndor, Bóromir, l'acompanyaran també, formant el que és anomenada la Germandat de l'Anell.
Dos mesos després, la Germandat va inicia el viatge. Passant per Grevoleda (l'antiga Erègion), arriba fins a les Muntanyes Boiroses i decideixen creuar-les pel Caradhras, ja que com més s'acostin al pas de Ròhan, més a prop estaran d'Ísengard i de ser capturats per Sàruman. No obstant això, davant la possible mort dels hòbbits a causa del mal clima de la muntanya, la Germandat es veu obligada a recular i a travessar les muntanyes per les mines de Mòria. Durant el camí cap allà, la Germandat és atacada pels llops de Sàuron, però aconsegueixen rebutjar-los i arribar fins a la Porta Oest de Mòria. Allí són atacats pel guardià de l'aigua, un monstre semblant a un kraken que s'havia assentat en un llac proper a la porta i que els tanca dins de les mines. Poc després arriben fins a la Cambra de Mazarbul, on hi ha la tomba de Balin, el senyor de Mòria, i on Gàndalf troba un llibre en què un nan narra els esdeveniments ocorreguts a les mines i com el poble havia estat aniquilat pels orcs. Aleshores comencen a sentir-se tambors i apareixen nombrosos orcs. Després de derrotar a uns quants, la Germandat aconsegueix escapar i arribar fins al pont de Khazad Dûm. Allí un nou enemic més poderós apareix, un bàlrog, al qual Gàndalf s'enfronta i aconsegueix llançar pel pont; però, mentre cau, el bàlrog agafa el mag amb el fuet i l'arrossega amb ell cap a l'abisme.
Dolguts per la mort de Gàndalf, els membres de la Germandat arriben al bosc de Lothlórien, on l'elf Haldir i els seus germans els donen recer i els condueixen fins a Celeborn i Galadriel, els senyors del bosc. Després de passar un mes descansant allí, la Germandat parteix en tres barques èlfiques seguint el curs del riu Ànduin. A Sarn Gebir són trobats pels orcs que Sàruman havia creat a Ísengard, però aconsegueixen esquivar-los creuant a l'altra riba del riu. En arribar als prats de Parth Galen, als peus de l'Amon Hen, Frodo s'aparta dels altres per reflexionar sobre si segueix sol el camí cap a Mórdor, ja que no vol posar en perill els seus amics. Bóromir, que fa temps que desitja l'Anell, el segueix i l'intenta convèncer perquè no destrueixi l'Anell i el porti a la seva ciutat, Minas Tirith, perquè sigui usat en la defensa contra Sàuron. Davant la negativa del hòbbit, Bóromir intenta treure-li l'Anell i Frodo se'l posa per fugir-ne. Aleshores Bóromir s'adona del que ha fet i torna al costat de la resta de la Germandat per explicar-los-ho. Tots surten a la recerca de Frodo, i Àragorn ordena a Bóromir que segueixi Merry i Pippin per protegir-los, mentre ell segueix Sam. No obstant això, Sam troba Frodo a la vora del riu i marxa amb ell en una de les barques abans que Àragorn els trobi.

### Les dues torres
És el segon dels tres volums. Al principi, Tolkien el va titular L'Anell a l'Ombra, encara que, poc després, el va canviar per La Ombra s'allarga. Deu dies després d'aquest canvi, Tolkien va escriure al seu editor, Rayner Unwin, i li va proposar el títol Les dues torres, que finalment seria l'escollit. Pel que fa a quines dues torres es refereix en aquest títol, Tolkien no ho va deixar clar. En aquesta mateixa carta, l'autor deia a Unwin que la identitat de les torres queda a l'ambigüitat, ja que podria referir-se a Òrthanc i Barad-dûr (les dues torres relacionades amb l'enemic), a Minas Tirith i Barad-dûr (les dues torres més poderoses de cada bàndol), o a Òrthanc i Cirith Úngol (les dues torres que apareixen en els darrers moments de la trama de cada llibre). En una carta posterior, Tolkien assegura que es tracten d'Òrthanc i Cirith Úngol, però a causa de la importància donada a l'oposició entre Barad-dûr i Minas Tirith, la identitat quedava equívoca.
El llibre està subdividit al seu torn en dues parts, els llibres III i IV, que durant el temps que Tolkien va decidir que els sis llibres portessin nom, aquests dos van ser batejats com La traïció d'Ísengard i L'Anell va a l'Est, respectivament. No obstant això, en el manuscrit conservat a la Universitat Marquette, els títols que apareixen són: La traïció d'Ísengard i El viatge dels portadors de l'Anell.

#### Llibre III
Després de la fugida de Frodo i Sam a Parth Galen, Bóromir mor a les mans dels Uruk-hai mentre protegia a Merry i Pippin, els quals són capturats pels servents de Sàruman. Àragorn, Légolas i Gimli decideixen llavors perseguir-los amb la finalitat de rescatar els dos hòbbits.
A partir d'aquell moment, la narració es divideix en diverses parts: d'una banda, la persecució dels tres caçadors i de l'altra, les peripècies de Merry i Pippin a les mans dels orcs. En la primera, els tres caçadors es troben amb Éored Rohirrim d'Éomer, Mariscal del Regne de Ròhan, qui els informa sobre la batalla al Llindar de Fàngorn on, aparentment, haurien mort els dos hòbbits. Aquesta part culmina quan Àragorn descobreix empremtes, al camp de batalla, que els porten a internar-se al Bosc de Fàngorn i a retrobar-se amb Gàndalf, ara convertit en el Mag Blanc.

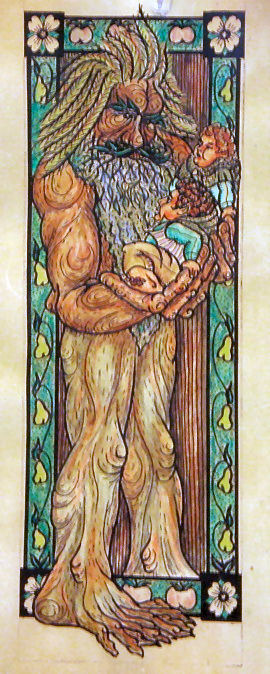
Representació d'en Barbarbrat amb els hòbbits Merry i Pippin.

A l'altra, Merry i Pippin van deixant senyals perquè els caçadors els rescatin, pensant en ardits per escapar, patint la tortura i el cansament. Al final, els hòbbits aconsegueixen escapar-se al mig de la batalla i refugiar-se al bosc de Fàngorn, on es troben amb en Barbarbrat, un Ent. Aquest els porta a l'interior del bosc a casa seva (una vegada que descobreix que no es tracta d'orcs), ajudant-los a refer-se de les fatigues i assabentant-se de les notícies del món exterior. A l'altre dia, l'ent convoca una assemblea dels seus congèneres per definir el que faran davant el perill que representa Sàruman per a Ròhan i, per tant, a Góndor a l'oest.
Després del retrobament amb Gàndalf, els tres caçadors més el mag es dirigeixen a Édoras, on alliberen a Théoden de la influència maligna que exercia el Mag d'Ísengard a través de la seva servent Gríma. Davant la imminència de l'atac de Sàruman, Gàndalf aconsella al Rei de Ròhan replegar-se a l'Abisme de Helm per defensar millor el territori, cosa que fan així. Mentre preparen el replegament, el mag se'n va de Meduseld amb la intenció de seguir una estratègia prefixada per derrotar el seu oponent. En aquesta part, es produeix la batalla de la Gorja d'en Helm on les forces combinades de Rohirrim i Ucorns, després de l'oportuna arribada de Gàndalf amb Rohirrim del Folde Oest, derroten per complet a l'exèrcit de la Mà Blanca.
Aquestes històries conflueixen en els darrers quatre capítols, del llibre III: després de la batalla, una comitiva integrada per Théoden, Gàndalf, Àragorn, Légolas, Gimli, Éomer i una trentena de cavallers, parteixen cap a Ísengard. En arribar són rebuts, per a sorpresa de tots (menys de Gàndalf) per Merry i Pippin, que estan asseguts a la runa de les Portes d'Ísengard. Els hòbbits gaudeixen d'un segon esmorzar mentre expliquen als seus amics totes les experiències viscudes des de la seva separació, i relaten com els ents van derrotar Sàruman i van destruir Ísengard.
Més tard, es dirigeixen a Òrthanc per mantenir un diàleg amb el Mag Blanc, que va quedar atrapat dins la torre. La intenció de Gàndalf era donar una altra oportunitat a Sàruman perquè es retractés dels seus actes i els ajudés a vèncer Sàuron. Però ell es nega i llavors decideixen deixar-lo en custòdia d'en Barbarbrat i tancat a Òrthanc. Previ a això, Gríma llança un objecte que Gàndalf s'afanya a guardar entre la roba, llevant-se'l a Pippin.
Pippin, intrigat i curiós amb l'objecte que Gàndalf guardava gelosament, i aprofitant que tots dormien al campament de Dol Baran, pren l'objecte i sense saber que es tractava de la Palantir d'Òrthanc, el mira quedant atrapat per la mirada de Sàuron, ja que aquest estava comunicat amb Barad-dûr. Després de tenir visions horribles, involuntàriament el hòbbit revela a Sàuron l'estratègia de Gàndalf. Aquesta desafortunada acció obliga el mag a portar Pippin a Minas Tirith, capital del Regne de Góndor, per posar-lo fora de perill del Senyor fosc i per preparar la defensa de la ciutat davant la precipitació dels esdeveniments.

#### Llibre IV
Després de la seva separació de la resta de la Companyia, Frodo i Sam emprenen el camí cap a Mórdor per les Emyn Muil. Després de diversos dies vagant a la recerca de camins que els permetessin baixar cap a l'est, es troben amb en Gòl·lum, que havia estat seguint-los des de Mòria. Frodo acaba aconseguint, primer sota amenaces i després amb arguments convincents, que la criatura els guiï cap a Mórdor.
Després de sortir d'Emyn Muil i travessar l'Aiguamoll dels Morts, arriben fins a la Porta Negra. No obstant això, l'enorme quantitat d'enemics custodiant-la els impossibilita entrar a Mórdor per ella i, per consell de Gòl·lum, els viatgers decideixen agafar camí cap al pas de Cirith Úngol, que se suposava menys vigilat per Sàuron.

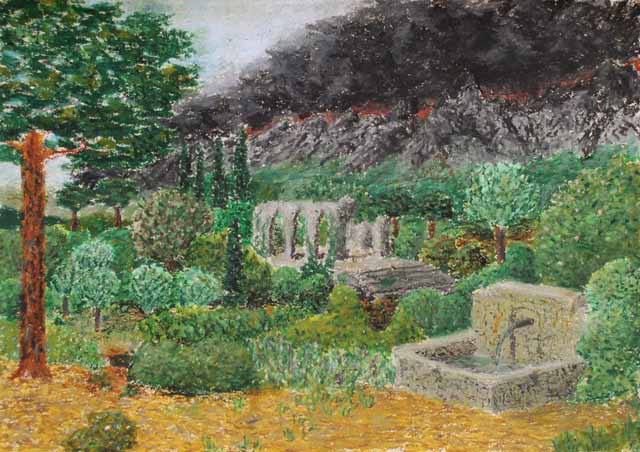
Dibuix d'Ithilien, de Matěj Čadil.

A Ithilien, i a causa d'una badada d'en Sam, que no havia apagat el foc usat per fer el menjar, Fàramir i un grup de muntaners els atrapen i posen sota custòdia, mentre lliuraven una escaramussa amb les tropes del Harad. Gòl·lum, que havia escapat quan Frodo i Sam són descoberts pels muntaners, acaba sent capturat també davant els ulls de Frodo, fet que fa que la criatura se senti defraudada i traïda pel seu "amo", desfermant així, que torni a aparèixer la seva personalitat obsessionada amb l'Anell. En descobrir Fàramir l'existència de l'objecte, i per tant, el motiu del viatge, comença a debatre's en contradiccions sobre què fer-ne, encara que finalment i contra les lleis del seu regne, el capità deixa lliure els hòbbits perquè continuïn el seu marxa.
A la vall del Morgul, Gòl·lum desapareix diverses vegades, planejant la seva traïció i anant d'amagat a preparar el terreny. Després d'arribar al congost de Cirith Úngol i veure la sortida de les tropes del Rei Bruixot, que marxaven cap a Minas Tirith, els viatgers parteixen per l'escala recta cap a Mórdor. Després d'ascendir, entren a Torech Ungol, on Gòl·lum torna a desaparèixer per alertar Aranyerra, una aranya gegant, sobre la presència dels hòbbits. Aquests són atacats just quan descobreixen una sortida; Frodo és picat per l'aranya i entra en un estat d'inconsciència que s'assembla a la mort, que no arriba a passar gràcies a la intervenció de Sam, que lluita contra l'aranya i l'obliga a fugir, malferida.
Sam, en veure el seu amo aparentment mort, decideix continuar amb la missió ell sol i després de prendre l'Anell Únic, emprèn el camí cap al Morgai; però només havia recorregut uns metres quan veu que el cos inert de Frodo és portat per uns orcs. Afortunadament, Sam els sent comentar entre si que Frodo no és mort, sinó només immobilitzat pel verí de l'aranya. Ocult per l'Anell, el hòbbit marxa cap a la Torre de Cirith Úngol per rescatar el seu amo.

### El Retorn del Rei
El Retorn del Rei és el tercer dels tres volums. A l'hora de la seva publicació es va dubtar entre que es digués La Guerra de l'Anell o El retorn del Rei, ja que mentre que Allen & Unwin trobava l'últim comercialment més atractiu, J. R. R. Tolkien preferia el primer perquè no revelava excessivament detalls de la trama i, sobretot, el final de la història; tot i que finalment l'autor va acabar cedint al títol que preferien els editors.
El volum també està subdividit al seu torn en dues parts, els llibres V i VI, que originalment portaven els títols La Guerra de l'Anell i La fi de la Tercera Edat, abans de ser anul·lats.
Al principi la novel·la acabava amb un epíleg en què es veia Sam, la seva dona Roseta Cabanelles i els fills de tots dos, anys després de la Guerra de l'Anell i en què el cap de família els llegia una carta d'Àragorn, qui en pocs dies faria una visita a la frontera de La Comarca. No obstant, Tolkien va acabar sent convençut perquè no inclogués aquest epíleg, malgrat que ell el considerava necessari. Temps després, Christopher Tolkien ho recolliria al costat de les seves diferents versions a La fi de la Tercera Edat, quart volum de la col·lecció titulada La història del Senyor dels Anells.

#### Llibre V
Gàndalf i Pippin cavalquen cap a Minas Tirith a lloms d'Ombragrisa i, després de diversos dies de viatge, arriben a la ciutat i es presenten davant del senescal Dénethor. Pippin li explica els successos ocorreguts a Parth Galen, incloent la mort del seu fill, i acaba oferint-li els seus serveis com a pagament pel deute de gratitud cap a Bóromir.
Mentrestant, de camí a Édoras, Àragorn i el rei Théoden es troben a prop dels Guals de l'Isen amb Halbarad, Elladan, Elrohir i una companyia de muntaners del nord, que li transmeten al dúnadan el consell de Gàladriel i, juntament amb ells, decideix prendre el Camins dels Morts, per on poden arribar al sud de Góndor i així intentar detenir els corsaris d'Umbar, que, havent pres la ciutat i port de Pelargir, es disposaven a enviar una flota de suport al Rei Bruixot. Légolas i Gimli també parteixen amb Àragorn cap al sender i allà convoquen els morts de El Sagrari perquè aquests, que havien de complir amb un jurament fet a Isíldur en el passat per alliberar-se de la seva maledicció, els acompanyessin en la seva lluita contra els corsaris.
Al cinquè dia d'estada de Gàndalf i Pippin a Minas Tirith, una ombra espessa amaga la llum del sol i comença el lloc de la ciutat per part de l'exèrcit del Rei Bruixot. Fàramir és obligat a retirar-se del seu lloc al Rammas Echor i fuig cap a la ciutat, on informa Gàndalf sobre Frodo i el camí que ha pres per entrar a Mórdor. Dénethor, que comença a mostrar símptomes de bogeria, envia el seu fill de tornada al Rammas Echor en una missió impossible per intentar detenir l'enemic; la missió fracassa i Fàramir torna greument ferit per l'Alè Negre dels Nazgûl, fet que acaba per embogir Dénethor, qui decideix portar el seu cos a la Casa Mortuòria dels Senescals a Rath Dínen amb la intenció que tots dos siguin cremats en una pira funerària. Pippin, després de presenciar l'atac de bogeria de Dénethor, va a buscar Gàndalf. Mentrestant, els exèrcits del Rei Bruixot acaben de setiar la ciutat i llancen un atac contra la Gran Porta de Mines Tirith, que és enderrocada amb l'ajuda d'un gegantí ariet anomenat Grond. Aleshores el Rei Bruixot entra a la ciutat i Gàndalf, que dirigia la resistència, surt a la seva trobada, enfrontant-se cara a cara amb el Nazgûl.

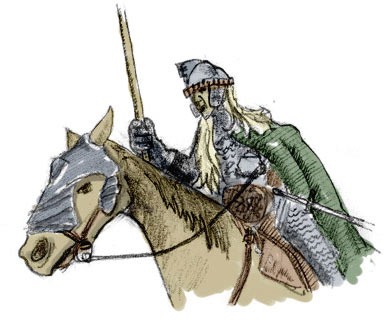
Representació d'un cavaller de Ròhan

A Ròhan, Théoden reuneix a les seves tropes en un lloc conegut com El Sagrari. Durant el sopar, el rei rep la visita d'Hirgon, un emissari del senescal Dénethor que li porta la fletxa vermella, un senyal pel qual Góndor demandava ajuda a Ròhan davant casos de necessitat. Això, juntament amb l'espessa boira negre enviada des de Mórdor i que cobreix tota la regió del sud del riu Ànduin, s'afanya amb la mobilització de l'exèrcit de Ròhan i sis mil llancers es disposen a cavalcar cap a Minas Tirith. Merry és alliberat dels serveis al rei Théoden pel fet que la seva grandària els suposaria un problema a l'hora de trobar un cavall veloç per a ell i seria un destorb per a qualsevol genet que el portés a la seva gropa. Quan l'exèrcit estava partint, un genet que es fa anomenar Dernhelm, pren a Merry i el munta amb ell, ocultant-lo entre les vestidures. L'exèrcit es veu obligat a acampar al Bosc de Drúadan, ja que segons els batedors, algunes milles més endavant els esperava un exèrcit d'orcs. Gràcies a l'ajuda de Ghân-buri-Ghân, cap de la raça drúedain que habitava en aquest bosc, els rohirrim prenen un camí alternatiu i, al sisè dia de cavalcada, van arribar al Rammas Echor. Théoden disposa les tropes i es llancen a l'atac, just al moment en què el Rei Bruixot penetrava a Mines Tirith.
És llavors quan va començar la batalla dels camps de Pelènnor. Els rohirrim fan retrocedir a l'enemic i els homes de Góndor trenquen el setge, sortint a lluitar a camp obert. Durant la batalla, el Rei Bruixot ataca a Théoden i el seu cavall, Crinerablanca, s'espanta i volteja al seu genet, caient sobre ell. No obstant això, quan el Nazgûl es disposa a rematar al rei, Dernhelm s'interposa entre ells i revela la seva veritable identitat, Éowyn, la neboda del rei i germana d'Éomer. Merry, que estava observant l'escena, pren la seva espasa i li dona al Nazgûl una estocada al tendó, mentre Éowyn, amb un braç malferit, descarrega un cop amb l'espasa sobre l'elm del Rei Bruixot, que mor. És llavors quan arriben a Harlond els vaixells dels corsaris i els orcs veuen sorpresos com baixen Àragorn, Légolas i Gimli, acompanyats de centenars d'homes del sud de Góndor que se sumen a la batalla i aconsegueixen la victòria.
Gàndalf, qui havia estat alertat per Pippin, torna al sisè cercle de Minas Tirith durant la batalla amb per tractar d'aturar a Dénethor. En arribar a Rath Dínen es trava en lluita amb l'embogit senescal i aconsegueix rescatar el moribund Fàramir, però no a Dénethor, que mor a la pira.
Finalitzada la batalla, els capitans dels exèrcits decideixen, per idea de Gàndalf, desviar l'atenció de Sàuron perquè Frodo pugui complir la seva missió i, amb les forces que els queden, es dirigeixen cap a la Porta Negra. Un cop allà i després de negar-se a les condicions de Sàuron, s'inicia la batalla.

#### Llibre VI
A causa de la cobdícia que desperta entre ells la cota de malla de mithril de Frodo, els orcs de Cirith Úngol acaben matant-se entre ells, facilitant així el rescat del seu amo per part de Sam. Disfressats amb vestidures d'orcs, els hòbbits emprenen el viatge cap a l'Orodruin, durant el qual són incorporats a una tropa d'orcs, encara que poc després aconsegueixen fugir.
Després de dos dies de marxa i després d'haver-se desfet de tot pes inútil, arriben als peus de la Muntanya del Destí. A la vora de l'esgotament, Sam comença a enfilar-se la muntanya carregat amb el cos gairebé exànime del seu amo, a causa de l'esgotament produït per l'Anell. Passada la meitat del sender, són atacats per Gòl·lum i mentre Sam se'n fa càrrec, Frodo continua ascendint; però Sam és incapaç de matar la criatura i el deixa marxar costa avall. Sam va llavors a la recerca de Frodo i arriba a Sammath Naur, on el troba a la vora de la Esquerda del Destí. Tot i això, l'Anell acaba d'apoderar-se de la voluntat de Frodo i, després de negar-se a llançar-lo a la lava, se'l posa. En aquest moment reapareix Gòl·lum, que deixa mig inconscient Sam i lluita contra un invisible Frodo, arrencant-li d'una mossegada el dit anular de la mà, amb l'Anell en ell. Tal és l'alegria de Gòl·lum per haver recuperat el seu tresor que, sense adonar-se'n, cau per l'esquerda, morint i destruint-se així l'Anell. Sàuron és derrotat per fi, juntament amb totes les seves obres, i l'Orodruin esclata en flames, consumint a l'aire als Nazgûl, que en aquells moments es dirigien allí per l'Anell.
Mentrestant, a la Porta Negra, els guerrers de Ròhan i Góndor aprofiten el desconcert dels enemics per contraatacar i els derroten.
Dies després, Sam i Frodo desperten a Ithilien. Havien estat rescatats dels vessants de l'Orodruin per Gwaihir i dues àguiles més que van ser conduïdes per Gàndalf fins al lloc. Després de recuperar-se físicament, es dirigeixen a Minas Tirith, on van assistir com a herois a la coronació d'Àragorn i a la unió d'aquest amb Arwen, la filla d'Élrond. Éomer es converteix en el nou rei de Ròhan, i la seva germana Éowyn es va casar amb Fàramir, que és nomenat senescal.
Després d'acudir al funeral del Rei Théoden a Édoras, els membres de la Companyia posen rumb a Rivendell, i durant el viatge van prenent diferents camins. En el seu pas per Òrthanc, Barbarbrat els informa que havia deixat escapar Sàruman, a qui més tard van trobar a les Terres Brunes al costat de Llengua de Serp, i que tots dos es van negar a rebre ajuda. Un cop a Rivendell, Frodo es retroba amb Bilbo que li lliura el Llibre Roig de la Frontera de l'Oest perquè continui escrivint sobre les seves aventures. Un mes més tard, els quatre hòbbits i Gàndalf, inicien el camí de tornada cap a la Comarca encara que el mag només els acompanya fins al Bosc Vell i llavors marxa per visitar Tom Bombadil.
En arribar a la Comarca, els hòbbits la troben presa per dunlendins que seguien les ordres de Sàruman. No obstant això, Frodo, Sam, Merry i Pippin, amb ajuda d'altres hòbbits, acaben derrotant els invasors en el que es va conèixer com la batalla de Delagua. A Hòbbiton hi troben Sàruman i Grima, i aquest darrer, cansat de les humiliacions del primer, li dona mort, sent al seu torn mort assagetat pels hòbbits. Després d'això, comença l'anomenat Sanejament de la Comarca, on té lloc la reconstrucció de la Comarca.
Un any després i com havia estat previst a Rivendell, Frodo, acompanyat per Sam, es troba al Bosc Tancat amb Gàndalf, Élrond, Galàdriel, Bilbo i una comitiva d'Elfs i junts viatgen cap als Ports Grisos. Allà, els esperaven Círdan, Merry i Pippin i després d'un dolorós comiat, Frodo, Bilbo, Élrond, Gàndalf, Galàdriel i els elfs parteixen en un vaixell cap a les Terres Imperecederes.

### Apèndix
Els apèndixs del Senyor dels Anells són una sèrie d'escrits que apareixen en la citada novel·la del britànic J. R. R. Tolkien i en els quals es recullen una sèrie d'històries curtes sobre la seva legendarium, cronologies, genealogies i notes sobre les llengües fictícies del llibre.
- Apèndix A

Sota el títol Annals dels reis i els governants, comença redirigint al lector cap a l'escrit Nota sobre els arxius de la Comarca, situat entre el pròleg i el primer volum de la novel·la, per obtenir informació sobre les fonts que s'han utilitzat en la redacció dels apèndixs. En dita escrita, amb l'objectiu de fer creure que la història va ocórrer en realitat, Tolkien atribueix l'autoria de la novel·la a dues dels personatges d'aquesta, Bilbo Saquet i el seu nebot Frodo, que narren les aventures del hobbit i El Senyor dels Anells (de les quals tots dos són protagonistes, respectivament) en el Llibre Rojo de la Frontera de l'Oest. L'altra font principal és Història dels anys, escrita a partir d'alguns textos del hobbit Meriadoc Brandiboc i on es troba la història de la Segona Edat del Sol.
Aquest apèndix recull uns annals sobre els governants del legendarium de Tolkien, des de Númenor, passant per Góndor i Àrnor, fins a la casa de Eorl i la casa de Durin. A més de llistar aquests governants, narra breus relats sobre la història sobre cada casa. Finalment, recull un fragment de la història d'amor entre Àragorn i Arwen, dos dels personatges que apareixen en El Senyor dels Anells.
- - Els reis númenóreanos

El primer apartat de l'apèndix A, Els reis númenóreanos, està subdividit en altres cinc. El primer, sota el títol Númenor, comença amb un breu resum del Quenta Silmarillion i de la fundació i posterior caiguda del regne de Númenor. A continuació apareixen llistats els 24 reis que van governar als númenóreanos i petites històries sobre alguns d'ells, posant l'accent principalment en la de Ar-Pharazôn, l'últim rei i el que va desencadenar la Akallabêth en deixar-se influenciar pel maia Sàuron. Després d'això, Tolkien explica com Elendil i els seus fills van escapar de l'illa i van arribar a la Terra Mitjana, on van fundar els regnes de Góndor i Àrnor i es van enfrontar a Sàuron al costat dels elfs en la Guerra de l'Última Aliança, on el maia va ser vençut.
El segon apartat dels reis númenóreanos es titula Els regnes en exili i en ell s'ofereix un llistat dels reis (i senescals en el cas de Góndor) que van governar els dos regnes fundats per Elendil i els seus fills. El tercer apartat, Eriador, Àrnor i els hereus de Isíldur, resumeix la història d'Àrnor i els seus governants, des dels vuit reis que va haver-hi després de Isíldur, passant pels reis de Arthedain, fins als capitans dels dúnedain del Nord.
- - La casa de Eorl

El segon apartat de l'apèndix A, La casa de Eorl, comença narrant l'origen dels rohirrim, descendents dels Éothéod, i com l'any 2510 de la Tercera Edat del Sol el seu en aquells dies capdavanter, Eorl, va acudir en ajuda de Góndor quan el regne estava sent envaït pels orcs i els homes salvatges vinguts del nord-est de la Terra Mitjana. Després de la victòria i en recompensa per l'ajuda prestada, el senescal Góndoriano Cirion li va cedir les terres de Calenardhon a Eorl, qui les va rebatejar com la Marca dels Genets (o Rohan en síndarin oestronizado). A continuació Tolkien reprèn la història dels avantpassats dels rohirrim i després d'esmentar a Frumgar i al seu fill Fram, explica com Léod, el pare de Eorl, va morir intentant domar al mearh Felaróf. Aquest se sotmetria després a Eorl i, des d'aquest moment, els descendents del cavall servirien als diferents reis de Rohan.
En un apartat titulat Els reis de la Marca Tolkien llista als divuit reis que van governar Rohan des de Eorl fins a Éomer, afegint al costat dels més importants un resum biogràfic o esdeveniments destacats que van ocórrer durant el seu regnat.
- - El Poble de Durin

El tercer apartat de l'apèndix A, El Poble de Durin mostra l'arbre genealògic de la Casa de Durin des de Durin l'Immortal, i narra la història dels nans.
- Apèndix B

Titulat El compte dels anys, l'apèndix B recull una cronologia de les Segona i Tercera Edats del Sol, així com alguns dels esdeveniment més importants de la Quarta Edat relacionats amb la Germandat de l'Anell.
- Apèndix C

Sota el títol Arbres genealògics, aquest apèndix recull els arbres familiars dels quatre hòbbits principals que apareixen en El Senyor dels Anells: el dels Saquet, el dels Tuk, el dels Brandiboc i el dels Gamgí (en el qual també s'inclou a part de la família Vedat per estar relacionades després de les noces de Samseny Gamgí i Rosa Vedat).
El primer arbre dels Saquet que Tolkien va elaborar va ser a la fi de 1938, quan va començar el que el seu fill Christopher crida tercera etapa en La història del Senyor dels Anells.
- Apèndix D

Sota el títol d'Escriptura i ortografia.
- Calendari de la Comarca

Sota el títol de Calendari de la Comarca, en aquest apèndix s'explica quan va començar el calendari de la Comarca, els principals esdeveniment històrics i anuals dels hòbbits i la història d'aquests.

## Personatges principals
| Nombr              | Raça               | Descripció |
| ------------------ | ------------------ | --- |
| Àragorn            | Dúnadan            | També anomenat "Gambús", Estel o Elessar Telcontar, és el fill d'Arathorn II i Gilraen, i el trentè novè hereu del rei Isíldur d'Àrnor per línia directa. Després de la primerenca mort del seu pare, es va convertir en el capità dels dúnedain del Nord i es va criar a Rivendell, on va conèixer i es va enamorar d'Arwen, la filla d'Élrond. En un dels nombrosos viatges que va realitzar com muntaner, va conèixer a Gàndalf i es va fer amic seu, ajudant-lo en diverses ocasions.                                                                                        |
|                    |                    | |
| Bilbo              | Hòbbit             | Fill d'en Bungo Saquet i Belladonna Tuk, és el protagonista de la novela El hòbbit. L'any 2941 de la Tercera Edat del Sol, Bilbo va ser convençut per Gandalf i un grup de nans per embarcar-se en una aventura amb l'objectiu de recuperar el tresor d'Erebor i en què va acabar trobant l'Anell Únic, fins aleshores en mans de la criatura Gòl·lum. Després de la mort del seu cosí segon Drogo i de la seva esposa Prímula, en Bilbo va adoptar al fill de tots dos, Frodo, a qui va acabar convertint en el seu hereu.                                                      |
|                    |                    | |
| Bóromir            | Humà               | Fill primogènit del senescal de Góndor, Dénethor II, i de Finduilas de Dol Amroth; i germà gran de Fàramir. Va tenir un somni profètic sobre l'Anell Únic que el va portar fins a Rivendell i a participar així al Consell de N'Élrond. |
|                    |                    | |
| Élrond             | Peredhil           | Senyor i fundador de Rivendell, fill d'Eärendil i Elwing i germà bessó d'Elros, de qui van baixar els reis de Númenor, Góndor i Àrnor. Com a peredhil, va triar pertànyer a la raça dels elfs i així es va convertir en l'herald del rei Gil-Galad dels Nóldor. D'ell va rebre Vilya, amb el qual va protegir Rivendell dels ulls de l'enemic. |
|                    |                    | |
| Éomer              | Humà               | Tercer Mariscal de la Marca, nebot del rei Théoden de Ròhan i germà major d'Éowyn. Va ser adoptat pel seu oncle a causa de la mort dels seus pares i, temps després, després de morir el seu cosí Théodred, es va convertir en l'hereu al tron. |
|                    |                    | |
| Éowyn              | Humà               | Neboda del rei Théoden de Ròhan i germana petita d'Éomer. Després de la mort dels seus pares, va ser adoptada pel seu oncle i va viure amb ell al castell de Meduseld. Allí, i a causa de la seva bellesa, va despertar l'interès de Gríma Llengua de Serp, conseller de Théoden, que la desitjava en secret. |
|                    |                    | |
| Fàramir            | Humà               | Capità dels muntaners d'Ithilien, segon fill de Denethor II i Finduilas i, per tant, germà menor de Bóromir. El seu pare sempre va preferir Bóromir i solia menysprear Fàramir, però això no va impedir que els germans estiguessin molt units. |
|                    |                    | |
| Frodo              | Hòbbit             | Protagonista de la novel·la, fill de Drogo Saquet i Prímula Brandiboc. Després de la mort dels seus pares, el seu oncle Bilbo el va adoptar i el va nomenar el seu hereu, fet que el va portar a posseir l'Anell Únic. |
|                    |                    | |
| Galàdriel          | Elf                | Pertanyent al llinatge dels Nóldor, és filla de Finarfin i Eärwen. Va arribar a la Terra Mitjana durant l'exili dels Nóldor i allí va viure un temps en el regne de Doriath, on va conèixer al que seria el seu espòs, Celeborn. Durant la Segona Edat del Sol li va ser lliurat un dels tres anells èlfics, Nenya, i a partir de la Tercera Edat del Sol es va fer càrrec del govern del bosc de Lothlórien al costat del seu espòs |
|                    |                    | |
| Gàndalf            | Maia               | Anomenat Olórin a Aman, va ser enviat a la Terra Mitja en la Tercera Edat del Sol juntament amb altres quatre maiars, formant així l'Orde dels Istari, l'objectiu del qual era combatre a Sàuron i protegir d'ell als habitants de la Terra Mitja. L'elf Círdan, que va ser testimoni de la seva arribada, li va lliurar un dels tres anells elfics, Narya. Va fer nombrosos viatges i va tractar de conèixer a tots els pobles de la Terra Mitjana, fet que el va conduir a la Comarca ia Bilbo, desencadenant així les històries narrades a El hobbit i El Senyor dels Anells. |
|                    |                    | |
| Gimli              | Nan                | Fill de Glóin, un dels nans que apareixen a El hobbit al costat de Thorin. Vivia a Érebor i va acompanyar el seu pare fins a Rivendell per acabar així formant part de la Germandat de l'Anell. |
|                    |                    | |
| Gòl·lum            | Hòbbit (corromput) | Anteriorment anomenat Sméagol, era un hòbbit de la branca dels Forts que vivia als Camps Llirials. Un any, mentre pescava amb el seu cosí Déagol a l'Anduin, aquest va trobar l'Anell Únic al fons del riu i Sméagol el va assassinar per apoderar-se'n. Després de ser bandejat pel seu poble, Sméagol va vagar sense rumb i va acabar refugiant-se a la Muntanyes Boiroses, on l'Anell va allargar la seva vida de forma antinatural i el seu poder el va consumir gairebé del tot.                                                                                            |
|                    |                    | |
| Légolas            | Elf                | Fill del rei Thranduil dels elfs del Bosc Negre. Va anar a Rivendell per lliurar un missatge del seu pare: la criatura Gòl·lum, que havia estat capturada i lliurada per Gandalf a Thranduil perquè el vigilés, havia aconseguit escapar. Va acabar participant així al Concili d'Élrond i formant part de la Germandat de l'Anell. |
|                    |                    | |
| Meriadoc Brandiboc | Hòbbit             | Anomenat "Merry", és fill de Saradoc Brandigam, Senyor dels Gams, i d'Esmeralda Tuk. Cosí i amic de Frodo. |
|                    |                    | |
| Peregrín Tuc       | Hòbbit             | Anomenat "Pippin", és fill de Paladin Tuk, Thain de la Comarca, i d'Eglantina Ribera. Cosí i amic de Frodo.. |
|                    |                    | |
| Samseny Gamgí      | Hòbbit             | Fill d'Hamfast Gamyi i Campaneta Buenchico. Jardiner de l'Atzusac, fidel amic i protector del seu amo Frodo. |
|                    |                    | |
| Sàruman            | Maia               | Va ser enviat a la Terra Mitjana a la Tercera Edat del Sol com a líder dels Istari. No obstant això, es va desviar de la seva missió i va tractar de trobar l'Anell Únic per a ell, aliant-se amb Sàuron en usar la palantir d'Òrthanc. |
|                    |                    | |
| Sàuron             | Maia               | Sàuron és un ainu, un dels maiar, comptat entre el seguici d'Aulë, el ferrer. Era el més poderós dels maiar al servei d'Aulë que va ser corromput per Melkor quan els ainur encara es trobaven donant forma a Arda. Sàuron romandria a la Terra Mitjana durant més de 16.000 anys, molt més que tots els seus principals enemics, excepte que potser Círdan, el fuster de vaixells, i el vell Tom Bombadil. |
|                    |                    | |
| Théoden            | Humà               | Rei de Rohan, fill de Thengel i Morwen. Temps després d'assumir el tron, el seu conseller Grima Llenguadeserp, que alhora era servidor de Sàruman, va anar afeblint la seva ment amb els seus xiuxiuejos i consells. |

## Concepte i creació

### Fons
Encara que una obra important en si mateixa, El Senyor dels Anells va ser només l'últim moviment d'un conjunt molt més antic de narracions en què Tolkien havia treballat des de 1917, que inclouen El Silmaríl·lion, en un procés que va descriure com a mitopea.
El Senyor dels Anells va començar com una seqüela de l'obra de fantasia de Tolkien El Hòbbit, publicada el 1937 1937 i que al principi havia estat escrita per Tolkien per als seus fills. La popularitat de El Hòbbit havia portat a George Allen & Unwin, els editors, a demanar una seqüela. Tolkien els va advertir que escrivia bastant lentament i va respondre amb diversos històries que ja havia desenvolupat. Després d'haver rebutjat els seus esborranys contemporanis de El Silmaríl·lion, posant Roverandom en suspens i acceptant Farmer Giles of Ham, Allen & Unwin va continuar demanant més històries sobre hòbbits.

### Escriptura
Finalment persuadit pels seus editors, va començar "un nou Hòbbit" el desembre de 1937. Després de diversos inicis falsos, va sorgir la història de l'Anell Únic. La idea del primer capítol ("Una festa llargament esperada") va arribar plenament formada, encara que les raons de la desaparició de Bilbo, la importància de l'Anell i el títol El Senyor dels Anells no van arribar fins a la primavera de 1938. Originalment, planejava escriure una història en la qual Bilbo havia esgotat tot el seu tresor i buscava una altra aventura per guanyar-ne més; tanmateix, va recordar l'Anell i els seus poders i va pensar que seria un millor focus per al nou treball, encara que conservant moltes coses de les versions descartades. A mesura que avançava la història, va introduir elements de la mitologia de El Silmaríl·lion.
També va decidir substituir en Bilbo com a protagonista principal, primer creant al seu fill, Bingo, però descartant-lo també pel fet que generava algunes qüestions difícils, com la creació d'una esposa per a Bilbo i el motiu que aquesta no estigués en la història. Així va ser com va sorgir el personatge d'en Frodo Saquet, també anomenat Bingo al principi. Tècnicament, Tolkien va fer que Frodo fos el cosí segon de Bilbo, però a causa de la diferència d'edat ambdós es consideren a si mateixos oncle i nebot respectivament. A partir d'aquí, la història va prendre rumb, encara que va estar sotmesa a revisions i modificacions constants.
L'escriptura era lenta, perquè Tolkien tenia una naturalesa perfeccionista i tenia un càrrec acadèmic a temps complet, feia d'examinador per obtenir una mica d'ingressos addicionals i escrivia molts esborranys. Tolkien anava enviant còpies dels capítols acabats al seu fill Christopher, al seu amic C. S. Lewis i al fill d'Unwin, Rayner, que li servien com a crítics. Després d'haver reescrit la història en tres ocasions des del principi fins a l'arribada a Rivendell, el 1940 va abandonar la seva redacció durant un temps, deixant a la Companyia de l'Anell, encara sense ni en Légolas ni en Gimli, davant la tomba de Balin a Mòria. Al gener de 1941, va reiniciar l'escriptura fins abans de 1943, any que de nou va estar gairebé en blanc, i només el va reiniciar l'abril de 1944, com a sèrie per al seu fill Christopher, a qui li van enviar capítols tal com estaven escrits mentre ell servia a Sud-àfrica amb la Royal Air Force. L'abril del 1944, va començar a escriure el llibre IV i va avançar ràpidament, acabant-ho al juny. A l'octubre, Tolkien començà amb el llibre V, que li portà força temps, car a principis de desembre envià una carta a Stanley Unwin on li comunicava la possibilitat que la novel·la estigués finalitzada abans que acabés l'any. No obstant això, va subestimar l'allargat final que estava elaborant, que, juntament amb les seves obligacions i l'escassetat de paper a causa de la postguerra, li va impedir finalitzar-la. Tolkien va fer un altre esforç important el 1946, i va mostrar el manuscrit als seus editors el 1947. La història es va acabar efectivament l'any següent, però Tolkien no va completar la revisió de les parts anteriors de l'obra fins al 1949. Els manuscrits originals, que sumen 9.250 pàgines, ara resideixen a la Col·lecció J. R. R. Tolkien de la Universitat de Marquette
Un cop finalitzada l'obra, va haver-hi alguna disputa entre Tolkien i l'editorial George Allen & Unwin, fet que va portar al primer a oferir El Senyor dels Anells a HarperCollins. No obstant això, l'editorial va acabar rebutjant-la a causa de la seva extensió i a les pressions de Tolkien, i finalment, George Allen & Unwin va ser l'encarregada de la seva publicació.
Després del massiu èxit d'El Senyor dels Anells, Tolkien va considerar una seqüela titulada La nova ombra, que se situa en els dies del regnat d'Eldarion, fill d'Àragorn. Tolkien mai va anar molt lluny amb aquesta seqüela, ja que tenia més a veure amb la naturalesa humana que amb la lluita èpica, i les poques pàgines que va escriure van ser publicades per Christopher Tolkien a Els pobles de la Terra Mitjana .

### Poesia
Inusual per a les novel·les del segle xx, la narració en prosa es complementa amb més de 60 poesies. Aquests inclouen versos i cançons de molts gèneres: per passejar, marxar a la guerra, beure i banyar-se; narrant mites antics, endevinalles, profecies i encantaments màgics; i de lloança i lament (elegia). Alguns, com endevinalles, encants, elegies i narrar accions heroiques es troben a la poesia anglesa antiga. Els estudiosos han afirmat que la poesia és essencial perquè la ficció funcioni estèticament i temàticament, ja que afegeix informació no donada a la prosa, i posa de manifest els personatges i els seus orígens. S'ha considerat que la poesia és d'alta habilitat tècnica, reflectida en la prosa de Tolkien; per exemple, va escriure gran part del discurs de Tom Bombadil en mètrica.

### Il·lustracions

La cal·ligrafia de Tolkien de la Rima dels anells va ser una de les poques il·lustracions de la primera edició.

Tolkien va treballar en el text utilitzant els seus mapes de la Terra Mitjana com a guia, per assegurar-se que els elements de la història encaixaven en el temps i l'espai. Va preparar una varietat de tipus d'il·lustració: mapes, cal·ligrafia, dibuixos, dissenys de portada, fins i tot una pintura facsímil del Llibre de Mazarbul, però només els mapes, la inscripció a l'Anell i un dibuix de les Portes de Durin es van incloure a la primera edició.
Les edicions de tapa dura de vegades tenien il·lustracions de portada de Tolkien, de vegades d'altres artistes Segons The New York Times, els dissenys de portada de Barbara Remington per a les edicions de butxaca de Ballantine "van assolir l'estatus de culte massiu als anys seixanta, particularment als campus universitaris" a tot Amèrica. En la pressa per imprimir, Remington no va tenir temps per llegir el llibre i va sorprendre Tolkien amb detalls com un arbre amb fruits semblants a una carbassa i un lleó, que va ser pintat per a edicions posteriors.

### Influències
El Senyor dels Anells va ser desenvolupat pel seu autor com una exploració personal dels seus interessos en filosofia, religió (particularment el catolicisme), contes de fades i mitologia, especialment la nòrdica, però també va ser decisiva la influència dels efectes del seu servei militar durant la Primera Guerra Mundial. J. R. R. Tolkien va crear un complet i detallat univers de ficció (Eä) en el que va ser establert El Senyor dels Anells i moltes parts d'aquest món estan influenciades per altres fonts, com ell va admetre obertament. Tolkien, així com importants figures de l'Església catòlica com el Cardenal Newman, consideraven que la mitologia és totalment compatible amb el cristianisme, com si es tractés d'una preqüela de la mateixa manera que ho és l'Antic Testament.
Tolkien va descriure El Senyor dels Anells al seu amic, el jesuïta anglès Robert Murray, com un treball fonamentalment religiós i catòlic, de manera inconscient al principi, però de forma conscient durant la revisió. Hi ha molts temes teològics subjacents a la narrativa, incloent la batalla del bé contra el mal, el triomf de la humilitat sobre l'orgull i la intervenció de la gràcia divina. La novel·la inclou també temes en què s'incorporen la mort i la immortalitat, la misericòrdia i la pietat, la resurrecció, la salvació, el penediment, el sacrifici, la voluntat, la justícia, la companyonia, l'autoritat i la curació. A més, la pregària del Pare nostre «No ens deixis caure en la temptació i lliura'ns del mal» va estar present a la ment de Tolkien quan va descriure la lluita de Frodo contra el poder de l'Anell Únic. No obstant això, el mateix autor va afirmar que durant la revisió de l'obra va eliminar tota referència a la religió, ja que volia que els elements religiosos quedessin absorbits en la història i el simbolisme.
A més diversos dels seus personatges estan inspirats en personatges històrics cristians, com Galàdriel per la Mare de Déu, els Eorlingues com a cavallers creuats de l'Edat Mitjana, o Àragorn associat a la figura de Crist rei com a triat per acabar amb el maligne Sàuron que representa Llucifer. Al seu torn Gàndalf també és identificat amb el missioner anglosaxó sant Bonifaci defensant la civilització enfront dels bàrbars de l'Est.
Els temes religiosos no cristians també tenen fortes influències a la Terra Mitja, i les mitologies del nord d'Europa són les influències més conegudes. El seus nans estàn basats en aquells que apareixen a la mitologia nòrdica i molts personatges van rebre noms d'ella mateixa: Thorin Escut de Roure, Dwalin, Balin, Kili, Fili, Bifur, Bofur, Bombur, Dori, Nori, Ori, Óin, Glóin, Thrain, Thror, Dain, Náin i Durin van ser presos per Tolkien d'Edda poética, una col·lecció de poemes escrits en nòrdic antic, i més concretament de Völuspá, el primer d'ells. També el nom de Gàndalf està pres de la mateixa obra, però la seva figura està particularment influïda per Odin, en la seva encarnació como Vegtamr, un ancià de llarga barba blanca, amb un barret d'ala ample i un bastó de caminant ; Tolkien va afirmar que va concebre Gandalf com un "caminant odínic".
La mitologia finesa, i més concretament l'epopeia Kalevala, va ser reconeguda per Tolkien com a influència en la Terra Mitjana. De manera similar a El Senyor dels Anells, el tema del Kalevala se centra entorn d'un objecte màgic de gran poder, el Sampo, que atorga gran fortuna al seu propietari, però mai es fa evident la seva naturalesa exacta. Igual que l'Anell Únic, el Sampo és combatut per les forces del bé i del mal, i acaba sent destruït al final de la història. Un altre paral·lelisme és el mag del Kalevala, Väinämöinen, que té moltes similituds a Gandalf en els seus orígens immortals i en la seva sàvia naturalesa, i, en les dues obres, els mags parteixen al final en un vaixell a les terres situades més enllà del món mortal. Tolkien també basa el quenya, una de les llengües èlfiques, en el finès. Per contra, l'altra llengua èlfica, el síndarin, està basada en el gal·lès, sent l'estructura fonètica d'ambdues molt similar.
S'ha dit en nombroses ocasions que Tolkien també va prendre prestats elements de la saga Völsunga, base de la sèrie d'òperes de Richard Wagner titulada L'anell del nibelung ; especialment, s'ha dit que l'Anell Únic està influït per un màgic anell d'or, Andvarinaut. Tot i això, en una carta que Tolkien va escriure a l'editorial George Allen & Unwin en què criticava el comentari que s'havia introduït per a la traducció al suec de la novel·la i en què es feia referència a aquestes influències, els deia que l'única semblança entre el seu anell i l'Andvarinaut era que tots dos "eren rodons" i concloïa que la saga escandinava "no té absolutament res a veure amb El Senyor dels Anells".
El tòpic de l'anell de poder, però, té similituds amb una obra més antiga. El filòsof grec Plató a La República, Llibre II explica en un breu passatge la llegenda de Giges, un pastor que troba un anell que li permet tornar-se invisible i desencadena la seva ambició d'usurpar el tron de Lidia.

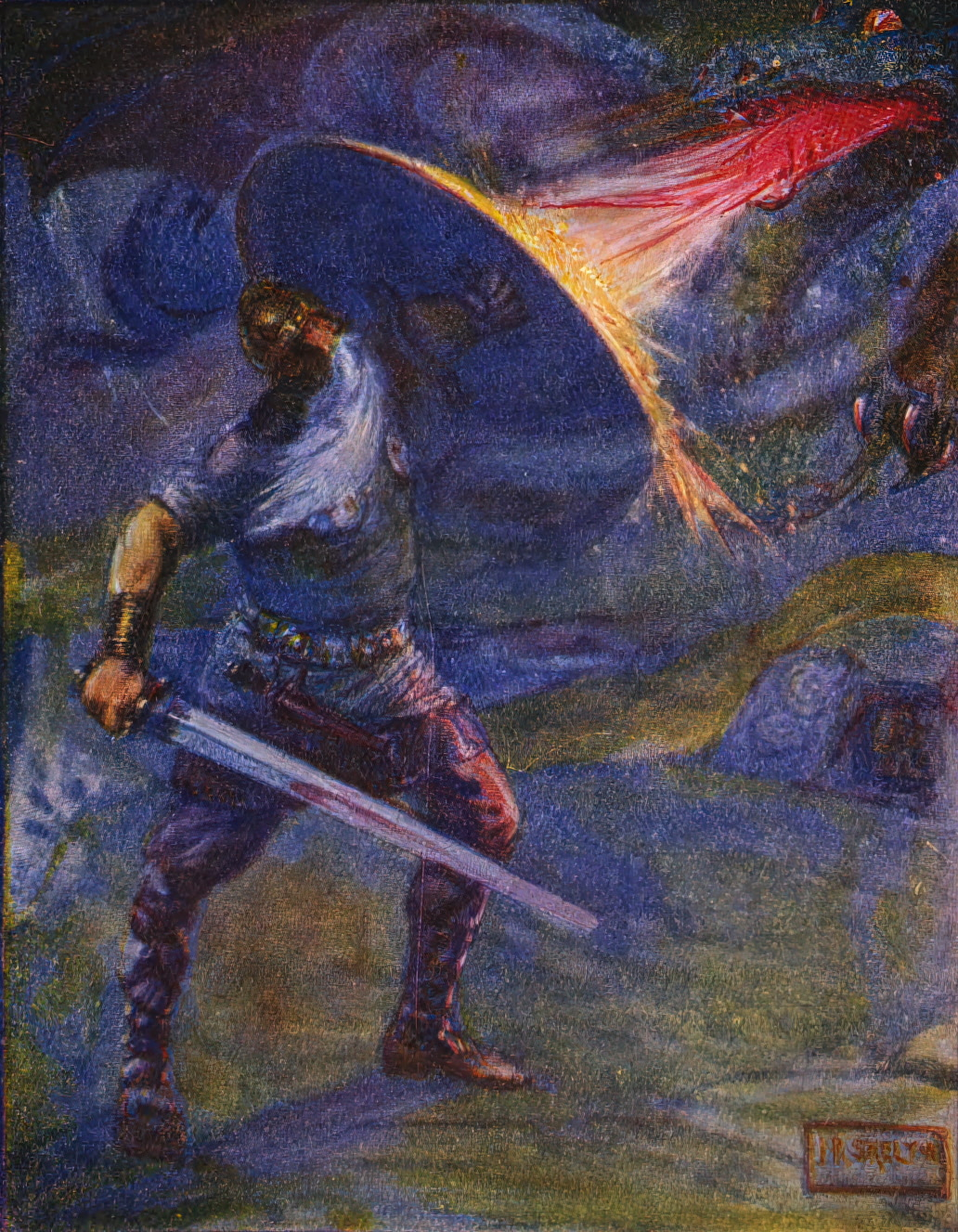
Il·lustració de Beowulf lluitant contra un drac

El poema èpic anglosaxó Beowulf és una altra de les seves principals influències. A Tolkien li agradava molt aquesta obra i fins i tot en va fer una traducció i una interpretació, trobada anys després de la seva mort. El poble de Ròhan, la seva cultura, organització social, característiques físiques i caràcter, amb l'excepció del seu vincle amb els cavalls, estan inspirats en els mítics pobles anglosaxons de Beowulf. La seva llengua, el rohírric, està inspirada en l'anglosaxó i alguns de noms dels rohirrim deriven directament d'aquest, per exemple Éomer («famós en el món dels cavalls») i Éowyn («orgull dels cavalls»)

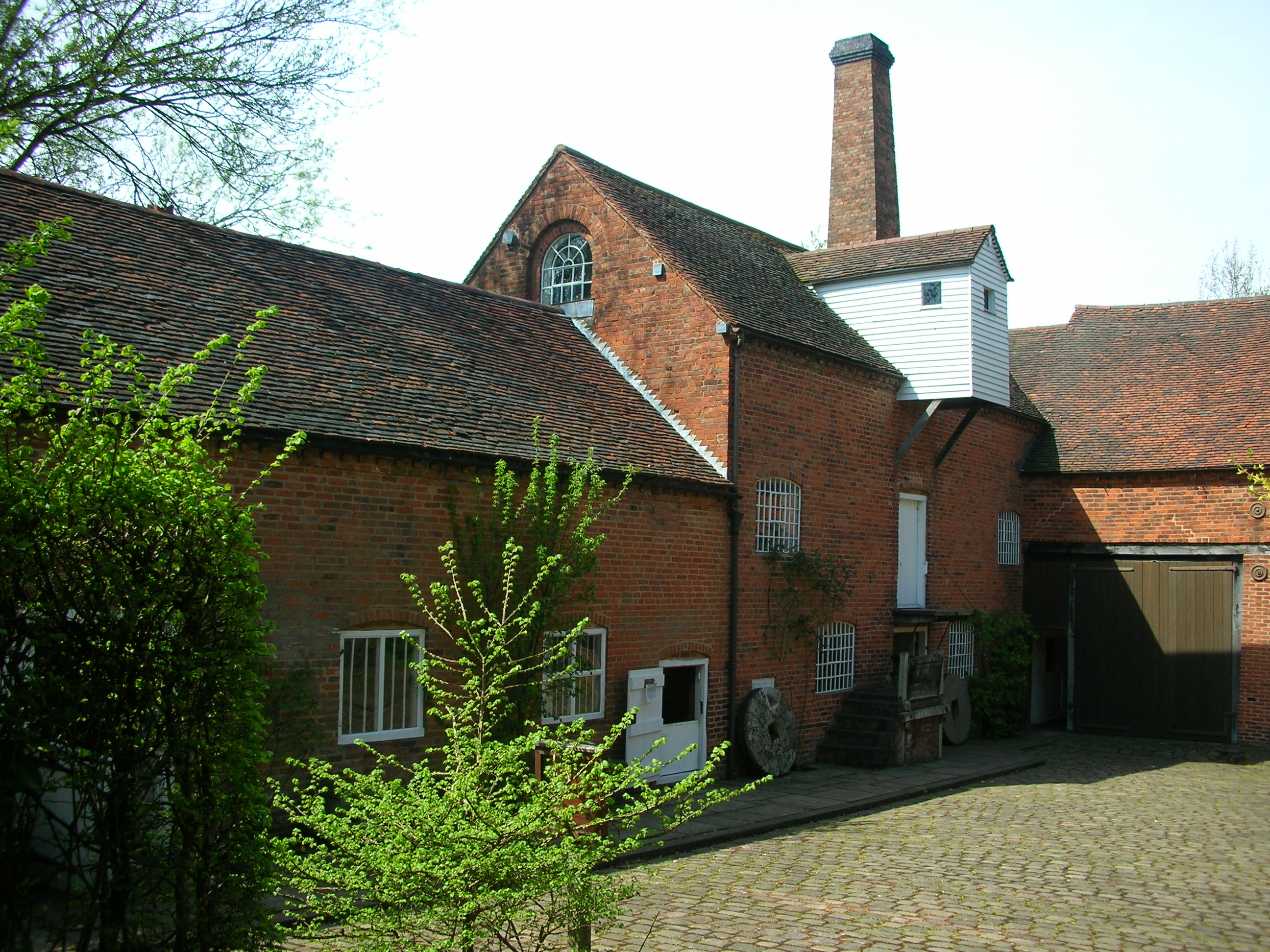
El molí de Sarehole, que va servir d'inspiració per a la fàbrica construïda durant la invasió de la Comarca per part del mag [[Sàruman] ]].

El Macbeth de William Shakespeare és una altra de les influències de Tolkien. La destrucció d'Ísengard per part dels ents es va inspirar a l'acte V de l'obra, on el bosc de Birnam ataca el castell de Dunsinane. Aquest fet va sorprendre a Tolkien quan, en la seva època de col·legial, va acudir a la representació de Macbeth; no obstant això, va quedar decebut en descobrir que eren homes camuflats amb branques i no el bosc qui es movia. D'aquesta manera, a la seva obra va decidir que els arbres fossin de veritat a la guerra com a criatures reals. A més, la forma de caminar i parlar de l'ent Barbarbrat està inspirada en el seu amic, el també escriptor C. S. Lewis.
A un nivell més personal, alguns llocs estàn inspirados en la infància de Tolkien a Sarehole i Birmingham, especialment la Comarca dels hòbbits, que era, en paraules del mateix Tolkien, "una paròdia de l'Anglaterra rural", inspirada per la idíl·lica ideologia de l'Alegre Anglaterra, que es basa en un mode de vida pastoral que els habitants d'Anglaterra haurien gaudit en algun punt entre l'edat mitjana i el començament de la Revolució industrial. El molí de Sarehole, avui dia convertit en un museu, va ser la inspiració per a la fàbrica construïda pels homes de Sàruman en substitució del molí de la família Arenes, i la propera reserva natural de la torbera de Moseley va servir probablement d'inspiració per al Bosc Vell. La industrialització de la Comarca està basada en el testimoni de Tolkien sobre l'extensió de la Revolució Industrial a Warwickshire durant la seva joventut i, especialment, les conseqüències deletèries que va provocar. Altres d'aquests llocs que van influir en Tolkien són les Victorian Towers d'Edgbaston Waterworks i Perrott's Folly, sota l'ombra del qual va viure durant la seva orfandat i inspirarien les imatges de les torres fosques d'Òrthanc i Minas Morgul.

### Temes
Els estudiosos i crítics han identificat molts temes al llibre amb la seva complexa narrativa entrellaçada, inclosa una recerca al revés, la lluita del bé i el mal, la mort i la immortalitat, el destí i el lliure albir, el perill addictiu del poder i diversos aspectes del cristianisme com la presència de tres figures de Crist, per a profeta, sacerdot i rei, així com elements com l'esperança i el patiment redemptor.
Hi ha un tema comú a tota l'obra del llenguatge, el seu so i la seva relació amb els pobles i els llocs, juntament amb indicis de providència en les descripcions del temps i el paisatge. D'aquests, Tolkien va afirmar que el tema central és la mort i la immortalitat. A aquells que suposaven que el llibre era una al·legoria dels esdeveniments del segle xx, Tolkien va respondre en el pròleg de la Segona Edició que no ho era, dient que preferia "la història, veritable o fingida, amb la seva variada aplicabilitat a el pensament i l'experiència dels lectors".
Alguns comentaristes han acusat el llibre de ser una història sobre homes per a nois, sense dones significatives; o sobre un món purament rural sense incidència en la vida moderna a les ciutats; de no contenir cap signe de religió; o del racisme. Totes aquestes acusacions han estat rebutjats per altres comentaristes, que assenyalen que hi ha tres dones poderoses al llibre, Galàdriel, Éowyn i Arwen; que la vida, fins i tot a Hòbbiton rural, no està idealitzada; que el cristianisme és un tema generalitzat; i que Tolkien era fortament antiracista tant en temps de pau com durant la Segona Guerra Mundial, mentre que la Terra Mitjana és evidentment policultural.

## Historial de publicacions
Una disputa amb el seu editor, George Allen & Unwin, el va portar a oferir l'obra a William Collins el 1950. Tolkien pretenia que El Silmaríl·lion (en gran part no revisat en aquest moment) es publiqués juntament amb El Senyor dels Anells, però Allen & Unwin no estaven disposats a fer això. Després que Milton Waldman, el seu contacte a Collins, va expressar la creença que El Senyor dels Anells en si mateix "volia urgentment una retallada", Tolkien finalment va exigir que publiquessin el llibre el 1952. Collins no ho va fer; i així Tolkien va escriure a Allen i Unwin, dient: "Estic encantat de considerar la publicació de qualsevol part del material", tement que el seu treball no veuria mai la llum.
Per a la seva publicació, l'obra es va dividir en tres volums per minimitzar qualsevol pèrdua econòmica potencial a causa de l'elevat cost de la tipografia i de les modestes vendes previstes: La Germandat de l'Anell (Llibres I i II), Les Dues Torres (Llibres III i IV), i El retorn del rei (Llibres V i VI més sis apèndixs). Els retards en la producció d'apèndixs, mapes i sobretot un índex van fer que els volums es publiquessin més tard del que s'esperava inicialment: el 29 de juliol de 1954, l'11 de novembre de 1954 i el 20 d'octubre de 1955 respectivament al Regne Unit. Als Estats Units, Houghton Mifflin va publicar La Germandat de l'Anell el 21 d'octubre de 1954, Les dues torres el 21 d'abril de 1955 i El retorn del rei el 5 de gener de 1956.
El retorn del rei es va retardar especialment perquè Tolkien va revisar el final i va preparar apèndixs (alguns dels quals es van haver de deixar fora per limitacions d'espai). A Tolkien no li va agradar el títol El retorn del rei, creient que revelava massa de la història, però va cedir a la preferència del seu editor. Tolkien va escriure que el títol Les Dues Torres "pot quedar ambigu", però va considerar anomenar-lo com Òrthanc i Barad-dûr, Minas Tirith i Barad-dûr, o Òrthanc i la Torre de Cirith Úngol. Tanmateix, un mes després va escriure una nota publicada a finals de La Germandat de l'Anell i més tard va dibuixar una il·lustració de la portada, ambdues identificant la parella com Minas Morgul i Òrthanc.
Tolkien es va oposar inicialment a donar títols a cada volum de dos llibres, preferint en canvi l'ús de títols de llibres: per exemple, El Senyor dels Anells : Vol. 1, L'anell surt i L'anell va al sud; Vol. 2, La traïció d'Ísengard i L'anell va a l'est; Vol. 3, La guerra de l'anell i El final de la tercera edat. No obstant això, aquests títols de llibres individuals van ser abandonats, i després de la pressió dels seus editors, Tolkien va suggerir els títols del volum: Vol. 1, L'ombra creix; Vol. 2, L'anell a l'ombra; Vol. 3, La guerra de l'anell o El retorn del rei.
Com que l'enquadernació de tres volums va ser tan àmpliament distribuïda, l'obra es coneix sovint com la "trilogia" de El Senyor dels Anells. En una carta al poeta W. H. Auden, que va revisar el volum final l'any 1956, el mateix Tolkien va utilitzar el terme "trilogia" per a l'obra encara que en altres ocasions ho va considerar incorrecte, ja que va ser escrit i concebut com un sol llibre. Sovint s'anomena novel·la; tanmateix, Tolkien es va oposar a aquest terme ja que el considerava un romanç heroic.
Els llibres es van publicar sota un acord de participació en els beneficis, pel qual Tolkien no rebria cap avançament o drets d'autor fins que els llibres s'haguessin igualat, després del qual s'enduria una gran part dels beneficis. Finalment, s'ha convertit en una de les novel·les més venudes mai escrites, amb 50 milions de còpies venudes el 2003 i més de 150 milions de còpies venudes el 2007. L'obra va ser publicada al Regne Unit per Allen & Unwin. fins a 1990, quan l'editorial i els seus actius van ser adquirits per HarperCollins.

### Edicions i revisions
A principis dels anys 60, Donald A. Wollheim, editor de ciència-ficció de l'editorial Ace Books, va afirmar que El Senyor dels Anells no estava protegit als Estats Units per la llei estatunidenca de drets d'autor perquè Houghton Mifflin, l'editor de tapa dura dels Estats Units, havia descuidat els drets d'autor el treball als Estats Units. Aleshores, el 1965, Ace Books va procedir a publicar una edició, sense autorització de Tolkien i sense pagar -li drets d'autor. Tolkien es va posar en dubte amb això i va notificar ràpidament als seus fans aquesta objecció. La pressió d'aquests fans es va fer tan gran que Ace Books va retirar la seva edició i va fer un pagament nominal a Tolkien.
Les edicions autoritzades van seguir de Ballantine Books i Houghton Mifflin amb un gran èxit comercial. Tolkien va dur a terme diverses revisions textuals per produir una versió del llibre que es publicaria amb el seu consentiment i establiria un copyright indiscutible dels EUA. Aquest text es va convertir en la Segona Edició de El Senyor dels Anells, publicada l'any 1965. La primera edició de butxaca de Ballantine es va imprimir l'octubre d'aquell any, venent un quart de milió d'exemplars en deu mesos. El 4 de setembre de 1966, la novel·la va debutar a la llista dels més venuts en butxaca de The New York Times a la tercera posició, i va ser número u el 4 de desembre, una posició que va mantenir durant vuit setmanes. Les edicions de Houghton Mifflin posteriors al 1994 consoliden les revisions de variants de Tolkien i les correccions supervisades per Christopher Tolkien, que van donar lloc, després d'alguns errors inicials, en un text unificat basat en ordinador.
L'any 2004, per a l'edició del 50è aniversari, Wayne G. Hammond i Christina Scull, sota la supervisió de Christopher Tolkien, van estudiar i revisar el text per eliminar tants errors i inconsistències com fos possible, alguns dels quals havien estat introduïts per editors ben intencionats de la primera impressió el 1954, i mai es va corregir. L'edició de 2005 del llibre contenia més correccions observades pels editors i enviades pels lectors. No obstant això, es van fer més correccions a l'edició del 60è aniversari el 2014. Diverses edicions, inclosa l'edició del 50è aniversari, imprimeixen l'obra sencera en un sol volum, amb el resultat que la paginació varia molt entre les diferents edicions.

### Publicació pòstuma d'esborranys
De 1988 a 1992 Christopher Tolkien va publicar els esborranys supervivents de El Senyor dels Anells, fent una crònica i il·luminant amb comentaris les etapes del desenvolupament del text, als volums 6-9 de la seva sèrie La Història de la Terra Mitjana. Els quatre volums porten els títols El retorn de l'ombra, La traïció d'Ísengard, La guerra de l'anell i Sàuron derrotat.

### Traduccions
L'obra s'ha traduït, amb diferents graus d'èxit, a almenys 38, i, segons es diu, a 70, idiomes. Tolkien, un expert en filologia, va examinar moltes d'aquestes traduccions i va fer comentaris sobre cadascuna que reflecteixen tant el procés de traducció com la seva obra. Com que no estava satisfet amb algunes eleccions fetes pels primers traductors, com la traducció sueca d'Åke Ohlmarks, Tolkien va escriure una "Guia dels noms a El Senyor dels Anells" (1967). Perquè El Senyor dels Anells pretén ser una traducció del fictici Llibre Vermell de Marcha Occidental, utilitzant l'idioma anglès per representar el Westron del "original", Tolkien va suggerir que els traductors intentessin captar la interacció entre l'anglès i la nomenclatura inventada de l'obra anglesa, i va donar diversos exemples juntament amb una guia general.

#### Traducció al català
Fou traduïda entre 1986 i 1988 al català per Francesc Parcerisas, que ja havia traduït El Hòbbit, uns trenta anys després de la seva publicació original, per encàrrec de l'editorial Vicens Vives, que la va publicar en 2002. Quan s'havien fet les primeres traduccions a llengües germàniques i escandinaves, Tolkien va donar unes instruccions sobre de quina manera s'havien de traduir els noms, que Parcerisas va seguir.

## Recepció

### Dècada del 1950
Abans que es publiqués El Senyor dels Anells, l'editorial George Allen & Unwin i fins i tot el mateix Tolkien temien una allau de crítiques en contra de la novel·la; no obstant això, els comentaris van rebre tant dolents com bons, que van des de terribles fins a excel·lents. Entre les crítiques dominaven aquelles que titllaven l'obra d'infantil: el crític nord-americà Edmund Wilson va qualificar l'obra al diari The Nation com a "escombraria adolescent", mentre que l'escriptor Edwin Muir deia que tots els personatges eren com nens que mai no arribarien a la pubertat. Altres crítiques es van deure a la relació que Tolkien tenia amb l'escriptor C. S. Lewis, que per aquella època era força impopular entre els crítics a causa del tractament que donava a la religió en les seves novel·les. L'autor va demanar a Lewis que escrivís un comentari sobre El Senyor dels Anells per a la seva sobrecoberta i molts el van veure com propi d'un bufó, a causa de la comparació que feia entre Tolkien i el poeta Ludovico Ariosto.
| « | Falta indicar el text de la citació. | » |

Alguns autors de ciència-ficció, com David Brin o Michael Moorcock, també van criticar l'obra. Aquest últim es va convertir en un dels principals detractors de Tolkien i, en els anys 1960, va liderar un moviment que considerava obsoleta la lluita del Bé contra el Mal tal com es presenta a El Senyor dels Anells. En el seu assaig Pooh èpic, Moorcock titlla Tolkien de conservador, critica la seva percepció de l'Alegre Anglaterra i qualifica la novel·la d'infantil, a més de comparar-la amb Winnie the Pooh, l'ós de la saga infantil creada per Alan Alexander Milne.
Tot i això, per a Tolkien la recepció de la novel·la va ser millor del que s'esperava, encara que les primeres ressenyes de El Senyor dels Anells eren mixtes. La ressenya inicial del Sunday Telegraph la va descriure com "una de les millors obres de ficció imaginativa del segle xx"". The Sunday Times es fer ressò d'aquest sentiment, afirmant que "el món de parla anglesa està dividit en els que han llegit El Senyor dels Anells i El Hòbbit i els que els llegiran". ." The New York Herald Tribune semblava predir la popularitat dels llibres, escrivint en la seva ressenya que estaven "destinats a perdurar més que el nostre temps" W. H. Auden, ex alumne de Tolkien i admirador dels seus escrits, considerà El Senyor dels Anells com una "obra mestra", indicant a més que en alguns casos es va superar a la consecució de El paradís perdut de John Milton. Kenneth F. Slater va escriure a Nebula Science Fiction, l'abril de 1955, "... si no el llegeixes, t'has perdut un dels millors llibres d'aquest tipus que hagin aparegut mai" i Herbert Dingle, l'elogià a The Guardian: "Haver creat una èpica romàntica tan emocionant, amb la seva pròpia mitologia i diversitat de personatges i paisatges, amb aquesta enormitat d'imaginació per a la invenció i la descripció, i aquest sentit sobrenatural subjacent a l'abundància d'incidents, és un fet més que remarcable";»;
Fins i tot dins del grup literari de Tolkien, The Inklings, l'obra va tenir una recepció mixta. Hugo Dyson es va queixar fort mentre el llegia tot dient "Oh no! Not another fucking elf!" («Oh no! Un altre fotut elf no!»). mentre que C. S. Lewis, tenia sentiments molt diferents, escrivint, "aquí hi ha belleses que travessen com espases o cremen com ferro fred. Aquí hi ha un llibre que et trencarà el cor". Lewis va observar que l'escriptura és rica, ja que alguns dels "bons" personatges tenen costats més foscos, i també alguns dels dolents tenen "bons impulsos". Malgrat les crítiques contradictòries i la manca d'un llibre de butxaca fins a la dècada de 1960, El Senyor dels Anells es va vendre inicialment bé en tapa dura.

### Més tard
Anys després de la publicació de la novel·la van començar a aparèixer algunes crítiques que la qualificaven, i fins i tot al propi Tolkien, de racista i feixista, principalment pel fet que les races del bàndol bo eren blanques, mentre que aquelles que estaven del costat de Sàuron eren de pell morena. L'escriptor Fred Inglis va intentar demostrar en un dels seus assajos que El Senyor dels Anells era un mite protofeixista. No obstant això, les declaracions fetes per Tolkien durant la seva vida contradiuen aquestes acusacions; durant la Segona Guerra Mundial l'autor va exposar diverses vegades el seu desacord amb les idees del feixisme, mentre que en una carta escrita després d'una entrevista que li havien fet, l'autor expressava la seva ofensa davant el suggeriment que la Terra Mitjana corresponia amb l'Europa nòrdica, ja que el terme «nòrdica», d'origen francès, estava associat a teories racistes.
| « | Falta indicar el text de la citació. | » |

Judith Shulevitz, escrivint a The New York Times, va criticar la "pedanteria" de l'estil literari de Tolkien, dient que va "formular una creença altíssima en la importància de la seva missió com a conservacionista de la literatura, que resulta ser la mort de la literatura mateixa. ". El crític Richard Jenkyns, escrivint a The New Republic, va criticar l'obra per la manca de profunditat psicològica. Tant els personatges com l'obra en si eren, segons Jenkyns, "anèmiques i mancades de fibra". L'autor de ciència-ficció David Brin interpreta l'obra com una devoció inqüestionable per una estructura social jeràrquica tradicional. En el seu assaig "Epic Pooh", l'autor de fantasia Michael Moorcock critica la visió del món que mostra el llibre com a profundament conservadora, tant en el "paternalisme" de la veu narrativa com en les estructures de poderen la narració. Tom Shippey, un filòleg anglès com Tolkien, assenyala l'ampli abisme entre els partidaris de Tolkien, tant populars com acadèmics, i els seus detractors literaris, i intenta explicar amb detall per què a l'establishment literari no li agradava El Senyor dels Anells, com la subtilesa, els temes i els mèrits de l'obra, inclosa la impressió de profunditat que transmet. L'estudiós d'humanitats Brian Rosebury va analitzar l'estil en prosa de Tolkien amb detall, demostrant que en general era bastant senzill, variava per adaptar-se a les veus dels diferents personatges i arribava a un registre heroic per a moments especials.

### Premis
El 1957, El Senyor dels Anells va rebre el Premi Internacional de Fantasia. Malgrat els seus nombrosos detractors, la publicació en butxaca per part d'Ace Books i Ballantine va ajudar a El Senyor dels Anells a esdevenir immensament popular als Estats Units durant la dècada del 1960. El llibre s'ha mantingut així des d'aleshores, classificant-se com una de les obres de ficció més populars del segle xx, tant per les enquestes de vendes com de lectors. A l'enquesta "Big Read" de 2003 realitzada a Gran Bretanya per la BBC, es va trobar que El Senyor dels Anells era el "llibre més estimat de la nació". En enquestes similars de 2004 tant Alemanya com Austràlia va triar El Senyor dels Anells com el seu llibre preferit. En una enquesta de 1999 a clients d'Amazon.com, El Senyor dels Anells va ser considerat el seu "llibre del mil·lenni" favorit. El 2019, la BBC News va incloure El Senyor dels Anells a la seva llista de les 100 novel·les més influents.

## Adaptacions
El Senyor dels Anells ha estat adaptat per a ràdio, escenari, cinema i televisió.

### Ràdio
El llibre ha estat adaptat per a la ràdio quatre vegades. El 1955 i el 1956, la BBC va emetre El Senyor dels Anells, una adaptació radiofònica de la història de 13 capítols. A la dècada del 1960, l'estació de ràdio WBAI va produir una breu adaptació per ràdio. Una dramatització de 1979 d'El Senyor dels Anells es va emetre als Estats Units i posteriorment es va publicar en cinta i CD. L'any 1981, la BBC va emetre 'El Senyor dels Anells, una nova dramatització en 26 entregues de mitja hora.

### Cinema i televisió
Diversos cineastes es van plantejar adaptar el llibre de Tolkien, entre ells Stanley Kubrick, que el va considerar infilmable,  Michelangelo Antonioni, Jim Henson, Heinz Edelmann, i John Boorman.
Una pel·lícula sueca de televisió d'acció en directe, Sagan om ringen, es va emetre el 1971.
El 1978, Ralph Bakshi va fer una versió cinematogràfica d'animació que cobria La germandat de l'anell i part de Les dues torres, amb crítiques majoritàriament pobres. El 1980, Rankin/Bass va llançar un especial animat de televisió basat en els capítols finals de El retorn del rei, obtenint crítiques diverses.
A Finlàndia, l'any 1993 es va emetre una minisèrie de televisió d'acció en directe, Hobitit, basada en El Senyor dels Anells, amb un flashback a la trobada de Bilbo amb Gòl·lum a El Hòbbit.
Una adaptació molt més exitosa va ser la trilogia cinematogràfica dirigida per Peter Jackson, produïda per New Line Cinema i estrenada en tres lliuraments com El senyor dels anells: La germandat de l'anell (2001), El Senyor dels Anells: Les dues torres (2002) i El Senyor dels Anells: El retorn del rei (2003). Les tres parts van guanyar diversos premis de l'Acadèmia, incloses nominacions consecutives a la millor pel·lícula. L'última entrega d'aquesta trilogia va ser la segona pel·lícula que va trencar la barrera dels mil milions de dòlars i va guanyar un total d'11 Òscars (una fita que només ho han aconseguit altres dues pel·lícules de la història, Ben Hur i Titanic, incloent Millor pel·lícula, Millor director i Millor guió adaptat. comentaristes, inclosos els estudiosos de Tolkien, els crítics literaris i els crítics de cinema estan dividits sobre la fidelitat amb què Jackson va adaptar l'obra de Tolkien, o si una versió cinematogràfica és inevitablement diferent, i si és així, els motius dels canvis i l'eficàcia del resultat. La trilogia va ser doblada al català amb traducció de Lluís Comes.
The Hunt for Gòl·lum, una pel·lícula del 2009 de Chris Bouchard, i Born of Hope, del 2009, escrita per Paula DiSante i dirigida per Kate Madison, són pel·lícules de fans basades en detalls dels apèndixs de El Senyor dels Anells.
El 2017, Amazon va adquirir els drets de televisió globals de El Senyor dels Anells per a una sèrie de televisió de diverses temporades de noves històries ambientades abans de El Hòbbit i El Senyor dels Anells, basada en les descripcions de Tolkien dels esdeveniments de la Segona Edat de La Terra Mitjana.

### Teatre
El 1990, Recorded Books va publicar una versió en àudio de El Senyor dels Anells, llegit per l'actor britànic Rob Inglis. Una adaptació de teatre musical a gran escala, The Lord of the Rings, es va posar en escena per primera vegada a Toronto el 2006 i es va estrenar a Londres el juny de 2007; va ser un fracàs comercial.

## Llegat

### Influència en la fantasia
L'enorme popularitat de l'obra de Tolkien va ampliar la demanda de fantasia. En gran part gràcies a El Senyor dels Anells, el gènere va florir durant la dècada de 1960 i gaudeix de popularitat fins als nostres dies. L'opus ha generat moltes imitacions, com The Sword of Shannara, que Lin Carter va anomenar "l'estafa més completa i a sang freda d'un altre llibre que he llegit mai", així com una altra alternativa. interpretacions de la història, com The Last Ringbearer.

### Jocs
Diversos jocs de taula s'han inspirat en la trilogia del Senyor dels Anells, entre ells el joc de rol El Senyor dels Anells, el joc de rol de la Terra Mitjana traduït de l'original per Dolors Udina Abelló i publicat per Joc Internacional en 1992. Existeixen dos jocs distints de cartes col·leccionables, Middle-earth Collectible Card Game i The Lord of the Rings Trading Card Game, i un joc de cartes viu, Lord Of The Rings LCG, un Joc de miniatures titulat Middle-earth Strategy Battle Game i diversos jocs de rol i videojocs.
The Legend of Zelda, que va popularitzar el gènere dels jocs d'acció i aventura als anys 80, es va inspirar en El Senyor dels Anells.entre altres llibres de fantasia. Dungeons & Dragons,que va popularitzar el gènere dels jocs de rol a la dècada del 1970, presenta diverses races de El Senyor dels Anells, incloent halflings (hòbbits), elfs, nans, mig elfs, orcs i dracs.. No obstant això, Gary Gygax, dissenyador principal del joc, va mantenir que va ser influenciat molt poc per El Senyor dels Anells, afirmant que va incloure aquests elements com a moviment de màrqueting per aprofitar la popularitat de la feina en el moment en què estava desenvolupant el joc.
Com què Dungeons & Dragons ha passat a influir en molts jocs populars, especialment videojocs de rol, la influència de El Senyor dels Anells s'estén a molts d'ells, amb títols com Dragon Quest, EverQuest,la sèrie Warcraft i la sèrie de jocs The Elder Scrolls com així com els videojocs ambientats a la mateixa Terra Mitjana .

### Música
El 1965, el compositor Donald Swann, més conegut per la seva col·laboració amb Michael Flanders com a Flanders & Swann, va posar en música sis poemes de El Senyor dels Anells i un de Les aventures de Tom Bombadil ("Errantry"). Quan Swann es va reunir amb Tolkien per tocar les cançons per a la seva aprovació, Tolkien va suggerir per a " Namárië " (el lament de Galàdriel) un escenari que recordava el cant pla, que Swann va acceptar. Les cançons es van publicar el 1967 com a The Road Goes Ever On: A Song Cycle, i un enregistrament de les cançons interpretades pel cantant William Elvin amb Swann al piano va ser publicataquell mateix any per Caedmon Records com a Poems and Songs of Middle Earth.
Les bandes de rock de la dècada de 1970 es van inspirar musicalment i líricament en la contracultura que abraçava la fantasia de l'època. La banda de rock britànica Led Zeppelin va gravar diverses cançons que contenen referències explícites a El Senyor dels Anells, com ara mencions a Gòl·lum i Mórdor a "Ramble On", les Misty Mountains a "Misty Mountain Hop", i Ringwraiths a "The Battle of Evermore". El 1970, el músic suec Bo Hansson va publicar un àlbum conceptual instrumental titulat Sagan om ringen ("La saga de l'anell", el títol de la traducció sueca de l'època). L'àlbum va ser posteriorment llançat internacionalment com a Music Inspired by Lord of the Rings in 1972. A partir de la dècada de 1980, molts grups de heavy metal han estat influenciats per Tolkien.
El 1988, el compositor i trombonista holandès Johan de Meij va completar la seva Simfonia núm. 1 "El Senyor dels Anells"". Tenia 5 moviments, titulats "Gàndalf", "Lothlórien", "Gòl·lum", "Journey in the Dark" i "Hòbbits".
L'àlbum Shepherd Moons de 1991 del músic irlandès Enya conté un instrument instrumental titulat "Lothlórien", en referència a la llar dels elfs boscosos.

### Impacte en la cultura popular

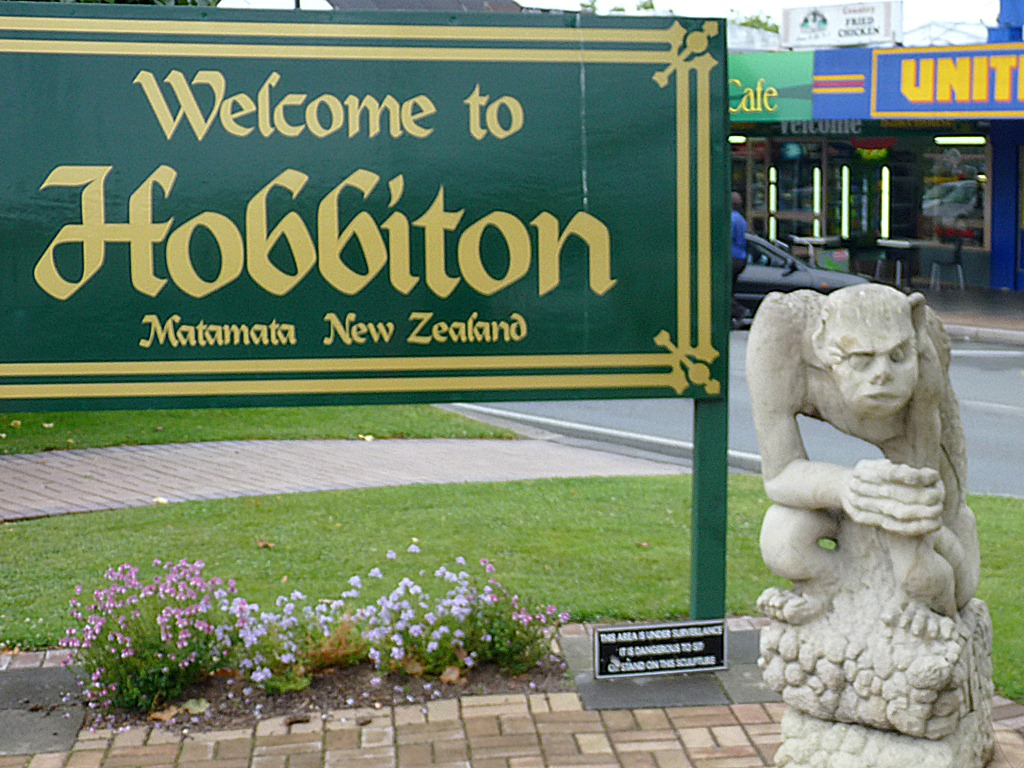
Cartell "Welcome to Hòbbiton" a Matamata, Nova Zelanda, on es va rodar la versió cinematogràfica de Peter Jackson

El Senyor dels Anells ha tingut un profund i ampli impacte en la cultura popular, començant amb la seva publicació als anys 50, però sobretot durant els anys 60 i 70, quan els joves el van adoptar com una saga contracultural."Frodo Lives!" i "Gàndalf for President" van ser dues frases populars entre els fans de Tolkien dels Estats Units durant aquest temps. El seu impacte és tal que les paraules "Tolkienian" i "Tolkienesque" han entrat a l'Oxford English Dictionary, i molts dels seus termes fantàstics, abans poc coneguts en anglès, com "Orc" i "Warg", s'han generalitzat en aquest domini.
També hi ha nombroses paròdies, especialment Bored of the Rings de Harvard Lampoon que ha tingut la distinció de romandre contínuament en impressió des de la seva publicació el 1969, i de ser traduït en almenys 11 idiomes.
El 1969, Tolkien va vendre els drets de comercialització de El Senyor dels Anells (i El Hòbbit) a United Artists sota un acord que estipulava un pagament global de 10.000 lliures més un 7,5% de royalties després dels costos, a càrrec d'Allen. & Unwin i l'autor. El 1976, tres anys després de la mort de l'autor, United Artists va vendre els drets a Saul Zaentz Company, que ara negocia com a Tolkien Enterprises. Des de llavors, tota la mercaderia "autoritzada" ha estat signada per Tolkien Enterprises, tot i que els drets de propietat intel·lectual de les semblances específiques dels personatges i d'altres imatges de diverses adaptacions, en general, els tenen els adaptadors.
Fora de qualsevol explotació comercial a partir de les adaptacions, a partir de finals de la dècada de 1960 hi ha hagut una varietat creixent de mercaderies originals amb llicència, amb pòsters i calendaris creats per il·lustradors com Barbara Remington.
L'obra va ser anomenada la millor novel·la britànica de tots els temps a The Big Read de la BBC. El 2015, la BBC va classificar El Senyor dels Anells en el lloc 26 de la seva llista de les 100 millors novel·les britàniques. Le Monde la va incloure a llista dels 100 llibres de segle.